# S.O.S. paperina
S.O.S. paperina (Little Quacker) è un film del 1950 diretto da William Hanna e Joseph Barbera. È il quarantasettesimo cortometraggio della serie Tom & Jerry ed è il primo in cui appare l'anatroccolo Quacker che nell'edizione italiana viene chiamato Paperino (da non confondersi con il personaggio disneyano). Il film è stato distribuito il 7 gennaio 1950.

## Trama
Dopo aver rubato un uovo da una giovane anatra femmina, Tom cerca di cucinare in tutti i modi l'anatroccolo Paperino (Quacker nella versione originale) uscito dall'uovo: quest'ultimo chiede aiuto a Jerry che tenta di aiutarlo a cercare la sua mamma e a evitare che venga ucciso da Tom in tutti i modi. Alla fine il malefico gatto decide di uccidere Jerry e Paperino con una falciatrice, ma, in quel momento, arriva la mamma dell'anatroccolo che riesce ad avere un riassunto degli avvenimenti che il figlio ha subito e lo narra al suo fortissimo marito, Henry il papero, che inferocito rasa con la falciatrice tutti i peli della schiena di Tom. Intanto Paperino nuota felice in un lago assieme a Jerry e alla madre.

## Curiosità
- Quando Tom strappa con la falciatrice le penne della madre di Quacker, si vedono degli indumenti intimi sotto il suo corpo. Questa scena è stata censurata in Inghilterra e nel Medio Oriente, mentre nella versione italiana non ha subito censure nonostante il doppiaggio sia poco fedele all'originale.